# 25704 Kendrick
25704 Kendrick è un asteroide della fascia principale. Scoperto nel 2000, presenta un'orbita caratterizzata da un semiasse maggiore pari a 2,7848012 UA e da un'eccentricità di 0,0826009, inclinata di 4,08461° rispetto all'eclittica.